# Cacio
Cacio (en latín, Catius, fl. C. 50s-40s a. C.) fue un filósofo epicúreo, identificado étnicamente como un celta ínsubre de Galia Transpadana. Las obras epicúreas de Amafinio, Rabirio y Cacio fueron los primeros tratados filosóficos escritos en latín. Cacio compuso un tratado en cuatro libros sobre el mundo físico y sobre el bien supremo (De rerum natura et de summo bono). Cicerón le atribuye, junto con el estilista de prosa menor Amafinio, la escritura de textos accesibles que popularizaron la filosofía epicúrea entre la plebe, o gente común.